# Delut
Delut is een gemeente in het Franse departement Meuse (regio Grand Est) en telt 105 inwoners (2009).
De plaats maakt deel uit van het kanton Montmédy in het arrondissement Verdun. Tot 1 januari 2015 was het deel van het kanton Damvillers, dat op die dag werd opgeheven.

## Geografie
De oppervlakte van Delut bedraagt 9,2 km², de bevolkingsdichtheid is dus 11,4 inwoners per km².
Het plaatsje ligt aan de Loison.
De onderstaande kaart toont de ligging van Delut met de belangrijkste infrastructuur en aangrenzende gemeenten.

## Demografie
Onderstaande figuur toont het verloop van het inwonertal (bron: INSEE-tellingen).